# فرودگاه نمنگان
فرودگاه نمنگان (به انگلیسی: Namangan Airport) یک فرودگاه همگانی با کد یاتا NMA است که یک باند فرود آسفالت دارد و طول باند آن ۳۲۶۱ متر است. این فرودگاه در شهر نمنگان کشور ازبکستان قرار دارد و در ارتفاع ۴۷۴ متری از سطح دریا واقع شده‌است.

## شرکت‌های هواپیمایی و مقصدهای پروازی
| شرکت‌های هواپیمایی | مقصدهای پروازی                     |
| ----------------- | ---------------------------------- |
| نورداستار         | یملیانو                            |
| اورال ایرلاینز    | پاشکوفسکی، دوموده‌دوو، کولتسوو      |
| ازبکستان ایرویز   | دوموده‌دوو، پالکوو، تاشکند، کولتسوو |